# 남부순환로 (홍성군)
남부순환로(Nambusunhwan-ro)는 충청남도 홍성군 구항면 옥암교차로와 홍성군 금마면 장성교차로을 잇는 충청남도의 도로이다.

## 주요 경유지
충청남도
- 홍성군 (구항면 - 홍성읍 - 금마면)

## 노선
| 이름                  | 접속 노선                   | 소재지        | 소재지        | 비고                         |
| 내포로와 직결         | 내포로와 직결               | 내포로와 직결 | 내포로와 직결 | 내포로와 직결                |
| --------------------- | --------------------------- | ------------- | ------------- | ---------------------------- |
| 옥암 교차로           | 내포로                      | 홍성군        | 구항면        | 국도 제29호선 구간           |
| 마온터널              |                             | 홍성군        | 구항면        | 국도 제29호선 구간 연장 500m |
| 마온 교차로 (마온교)  | 국도 제21호선 (충서로)      | 홍성군        | 구항면        | 국도 제21, 29호선 구간       |
| 학계 교차로 (학계1교) | 대화길                      | 홍성군        | 홍성읍        | 국도 제21, 29호선 구간       |
| 학계2교               |                             | 홍성군        | 홍성읍        | 국도 제21, 29호선 구간       |
| 영암 교차로 (영암교)  | 지방도 제609호선 (홍장북로) | 홍성군        | 홍성읍        | 국도 제21, 29호선 구간       |
| 고암 교차로 (고암교)  | 국도 제29호선 (충절로)      | 홍성군        | 홍성읍        | 국도 제21, 29호선 구간       |
| 삽교천교              |                             | 홍성군        | 홍성읍        | 국도 제21호선 구간           |
| 장성천교              |                             | 홍성군        | 홍성읍        | 국도 제21호선 구간           |
|                       | 금마면                      | 홍성군        |               | 국도 제21호선 구간           |
| 장성 교차로           | 충서로                      | 홍성군        |               | 국도 제21호선 구간           |
| 충서로와 직결         |                             |               |               |                              |

## 주요 건물 및 시설
- SK에너지 홍성자연주유소 (남부순환로 377/학계리 368-1)